# 英雄氣泡
《英雄氣泡》是一款由LINE提供下載的智能手機遊戲。該遊戲於2018年3月28日開始運營。遊戲免費遊玩，內購為主要收費方式。開發和運營由WonderPlanet負責。
本作是為了紀念《週刊少年Jump》創刊50周年而製作的。是一部涵蓋了《週刊少年Jump》歷代漫畫角色的跨界作品。
從2018年11月開始，開始舉辦名為「JUMPUTI大特集祭」的以單一作品為焦點的活動。
遊戲類型為「友情·努力·勝利！！小小體感氣泡RPG」。是結合了解密遊戲和角色扮演遊戲兩種要素的遊戲系統。
在2019年12月被列入為「手機遊戲中授權漫畫角色數量最多」的健力士世界紀錄。

## 遊戲系統
遊戲的主要操作是點擊五種名為「氣泡」的拼圖方塊（紅色、綠色、藍色、黃色、心形）進行擊破。（除了可以點擊擊破的五種氣泡外，還有「邪魔氣泡」無法擊破和「彩虹氣泡」可以替代其他氣泡的類型，這些類型會在後續的更新中隨時添加。）擊破紅色、綠色、藍色和黃色的氣泡可以對敵人進行普通攻擊，而擊破心形的氣泡可以恢復隊伍的生命值。
組成隊伍的四名主要角色按順序按照上述操作進行操作。在四名角色全部操作完畢後，會同時進行對敵方角色的攻擊以及隊伍的生命值回復。如果通過攻擊消滅了所有敵方角色，將獲得勝利（遊戲通關）。
在主要角色進行攻擊後，敵方角色將進行攻擊或恢復等行動。如果敵方角色的攻擊導致隊伍生命值降至零，將導致失敗（遊戲結束）。
如果點擊的氣泡旁邊有相同顏色的氣泡相連，您可以連接它們並將其消除。如果連接了7個或更多的氣泡並將它們消除的話，會在距離您點擊的氣泡最遠的地方生成對應主要角色的必殺氣泡。點擊必殺氣泡會使其和周圍的氣泡爆炸消除，可以在攻擊敵人時觸發主要角色的必殺技能。您也可以選擇不點擊氣泡，而是觸發與每個主要角色配備的支援角色的友情技能。根據消除的氣泡數量，屏幕左下角的召喚量條會逐漸填充，當填滿時，可以召喚隊伍中的傳奇英雄。
遊戲在上述系統的基礎上，不斷更新新的規則，其中包括在指定的回合數內造成傷害的「團結戰鬥」、與其他用戶編組的隊伍進行對決的「決鬥」、以及使用一個喜歡的角色和隨機選擇的其他50個角色共計51個角色進行的「超次元戰鬥」等。

## 登場作品
運營開始時一共推出了29部作品。在官方網站上可以確認包括追加作品的所有參與作品的名稱。

此外，一些系列作品和外傳作品也分別被視為獨立的作品。
所有角色都以2頭身的形象呈現，最初發佈時採用了標準的卡通化風格（圓潤的臉龐，簡化的手指等），但自從添加了《北斗之拳》後，開始更加接近原作的畫風。
| 作品名                                     | 追加日         |
| ------------------------------------------ | -------------- |
| 烏龍派出所                                 | 2018年3月28日  |
| 哥布拉                                     | 2018年3月28日  |
| 貓眼                                       | 2018年3月28日  |
| 銀牙                                       | 2018年3月28日  |
| 龍珠                                       | 2018年3月28日  |
| 魁!!男塾                                   | 2018年3月28日  |
| 聖鬥士星矢                                 | 2018年3月28日  |
| 珍遊記                                     | 2018年3月28日  |
| 幽☆遊☆白書                                 | 2018年3月28日  |
| 變態超人                                   | 2018年3月28日  |
| 行運超人                                   | 2018年3月28日  |
| 忍空                                       | 2018年3月28日  |
| 地獄老師                                   | 2018年3月28日  |
| 浪客劍心                                   | 2018年3月28日  |
| 性感指令外傳 好厲害啊！！阿勝              | 2018年3月28日  |
| 封神演義                                   | 2018年3月28日  |
| ONE PIECE                                  | 2018年3月28日  |
| 鼻毛真拳                                   | 2018年3月28日  |
| 草莓100%                                   | 2018年3月28日  |
| 銀魂                                       | 2018年3月28日  |
| 驅魔少年                                   | 2018年3月28日  |
| 魔人偵探腦嚙尼奧洛                         | 2018年3月28日  |
| 茶煲情緣                                   | 2018年3月28日  |
| 幻影籃球王                                 | 2018年3月28日  |
| 魔B爸B                                     | 2018年3月28日  |
| 校園一姐黑神                               | 2018年3月28日  |
| 境界觸發者                                 | 2018年3月28日  |
| 火之丸相撲                                 | 2018年3月28日  |
| 我的英雄學院                               | 2018年3月28日  |
| WING-MAN                                   | 2018年4月16日  |
| 鐵拳之道                                   | 2018年4月16日  |
| 世紀末領袖傳！                             | 2018年4月16日  |
| 衝鋒21                                     | 2018年4月16日  |
| ドーベルマン刑事                           | 2018年4月28日  |
| 之後頓珍漢                                 | 2018年4月28日  |
| BØY                                        | 2018年4月28日  |
| 火影忍者                                   | 2018年4月28日  |
| 拳王創世紀                                 | 2018年5月14日  |
| BASTARD!! －暗黑之破壞神－                 | 2018年5月14日  |
| 遊☆戯☆王                                   | 2018年5月14日  |
| 偽戀                                       | 2018年5月14日  |
| 城市獵人                                   | 2018年5月30日  |
| モンモンモン                               | 2018年5月30日  |
| 死亡筆記                                   | 2018年5月30日  |
| 魔法律顧問事務所                           | 2018年5月30日  |
| 勇者鬥惡龍 達爾大冒險                      | 2018年6月15日  |
| 花之慶次                                   | 2018年6月15日  |
| 掰掰演劇社                                 | 2018年6月15日  |
| 暗殺教室                                   | 2018年6月15日  |
| 高校奇面組                                 | 2018年6月29日  |
| 開花天使                                   | 2018年6月29日  |
| BLEACH                                     | 2018年6月29日  |
| 排球少年！！                               | 2018年6月29日  |
| 爆漫。                                     | 2018年7月17日  |
| 鬼滅之刃                                   | 2018年7月17日  |
| 明稜帝 梧桐勢十郎                          | 2018年7月23日  |
| 網球王子                                   | 2018年7月23日  |
| HUNTER×HUNTER                              | 2018年7月30日  |
| 齊木楠雄的災難                             | 2018年7月30日  |
| 真島火爆浪子                               | 2018年8月6日   |
| SKET DANCE                                 | 2018年8月6日   |
| 棋靈王                                     | 2018年8月13日  |
| 食戟之靈                                   | 2018年8月13日  |
| IQ博士                                     | 2018年8月20日  |
| 百鬼小當家                                 | 2018年8月20日  |
| 黑色五葉草                                 | 2018年9月3日   |
| 北斗之拳                                   | 2018年9月10日  |
| 抵死泰山                                   | 2018年9月18日  |
| 電影少女                                   | 2018年9月18日  |
| 教頭當家                                   | 2018年9月18日  |
| 為食獵人                                   | 2018年9月18日  |
| 筋肉人                                     | 2018年9月30日  |
| 熱鬥小馬                                   | 2018年9月30日  |
| 家庭教師REBORN!殺手利邦                    | 2018年9月30日  |
| THE OUTER ZONE                             | 2018年10月5日  |
| JoJo的奇妙冒險 Part1 幻影之血              | 2018年10月15日 |
| 靈異E接觸                                  | 2018年10月15日 |
| WILD HALF 神犬阿西                         | 2018年10月15日 |
| Mr.FULLSWING強棒出擊                       | 2018年10月19日 |
| 足球小將                                   | 2018年11月9日  |
| Dr.STONE                                   | 2018年11月9日  |
| GOD SIDER                                  | 2018年11月21日 |
| 幻法小魔星                                 | 2018年11月21日 |
| 黑貓                                       | 2018年11月21日 |
| JoJo的奇妙冒險 Part2 戰鬥潮流              | 2018年12月10日 |
| I"s                                        | 2018年12月22日 |
| 約定的夢幻島                               | 2019年1月15日  |
| 搖曳莊的幽奈小姐                           | 2019年2月12日  |
| 搞怪吹笛手                                 | 2019年4月1日   |
| 停止！！雲雀                               | 2019年6月24日  |
| JoJo的奇妙冒險 Part3 星塵遠征軍            | 2019年7月31日  |
| JoJo的奇妙冒險 Part4 不滅鑽石              | 2019年10月30日 |
| SHADOW LADY                                | 2019年11月22日 |
| 武士沢レシーブ                             | 2019年12月25日 |
| 磯部磯兵衛物語～浮世多辛苦～               | 2020年1月3日   |
| JoJo的奇妙冒險 Parte5 黄金之風             | 2020年8月31日  |
| BORUTO-火影新世代-NARUTO NEXT GENERATIONS- | 2020年12月18日 |
| 武裝鍊金                                   | 2021年2月1日   |
| PSYREN－末日遊戲－                         | 2021年2月1日   |
| 我們真的學不來！                           | 2021年5月20日  |
| 深山太保                                   | 2021年7月3日   |
| 包丁人味平                                 | 2021年10月23日 |
| 橙路                                       | 2021年11月23日 |
| 遛鳥小童                                   | 2022年1月4日   |
| 保健室的死神                               | 2022年6月28日  |
| 魔法甜點師小咲!!                           | 2022年12月14日 |
| 我與機器子                                 | 2023年1月1日   |
| JoJo的奇妙冒險 Part6 石之海                | 2023年2月1日   |
| 親親小魔女                                 | 2023年2月12日  |
| 初戀限定。                                 | 2023年2月12日  |
| 家有御姐                                   | 2023年2月12日  |
| DNA²～他到底失去了什麼？～                 | 2023年7月18日  |
| GUN BLAZE WEST                             | 2023年7月18日  |
| 天眼                                       | 2023年7月18日  |
| 太臟人氣王傳說                             | 2023年7月18日  |
| 魔法零分                                   | 2023年7月18日  |
| 戀染紅葉                                   | 2023年7月18日  |
| 貴賓狗茄紅素                               | 2023年7月18日  |
| SAKAMOTO DAYS 坂本日常                     | 2023年9月1日   |
| 火影忍者外傳～第七代火影與緋色的花月～     | 追加予定       |

## 開發

### 背景・企劃
2018年，由於集英社的漫畫雜誌《週刊少年Jump》迎來了創刊50周年，集英社與LINE展開了一系列合作舉措，其中包括LINE的貼圖發佈。在這個過程中，提出了從LINE推出一款遊戲的建議。鑑於該雜誌的讀者年齡跨度廣泛，因此，作為製作人之一的LINE的白井雄一朗認為，開發一款受眾廣泛的遊戲是一個好主意，並引入了拼圖遊戲的系統。此外，考慮到受歡迎的作品通常是戰鬥類漫畫，因此還決定加入一些RPG的元素。為此，與已經開發了拼圖RPG遊戲《Crash Fever》等遊戲的WonderPlanet公司合作，項目正式啟動。
WonderPlanet的創始人鷲見政明曾在 2019 年接受「4Gamer.net」的採訪時回顧稱自己也是《週刊少年Jump》的讀者。當白井先生找到他並提出合作的時候，他毫不猶豫地接受了。他表示，WonderPlanet的理念是「將快樂帶給全世界的日常生活」。他認為，通過將自家產品與《週刊少年Jump》的角色相結合，可以進一步實現更大的理想。

### 作品選定
在選擇作品時，雙方會進行討論，設定實施的時間表，然後通過LINE與集英社進行確認。正如前面所提到的，由於面向廣泛的受眾，因此特別注意確保所實施的作品不會出現年齡偏差。
在選擇角色時，白井在2020年的《4Gamer.net》採訪中解釋說，對於首次登場的作品，通常會選擇主人公，但也會平衡地選擇其他角色，如女主角和對手等。以2023年9月上旬計劃推出的《SAKAMOTO DAYS》為例，選擇的角色主要集中在主人公坂本太郎、搭檔朝倉新以及專業殺手團體「ORDER」的南雲等，這些角色出現在原作漫畫的第3卷到第4卷中。然而，在這一時期登場的陸少糖則因戰鬥場面較少，且在此時已經有超過100部作品實裝，因此無法頻繁舉辦同一作品的「大特集祭」，所以被排除在選擇之外。此外，在週年慶典時，通常會推出原作中的重要角色，被稱為「無雙角色」。例如，海賊王哥爾·D·羅傑原本在首次實裝「無雙角色」系統時曾被列為候選角色，但最終在4週年慶典中被實裝的是原作中讀者已經親眼見證其強大實力的角色（例如《火影忍者》中的千手柱間），因為他們更受歡迎。
角色技能的選擇是由WonderPlanet公司內的「週刊少年Jump讀者委員會」，由熱愛《週刊少年Jump》的開發團隊成員組成，通過討論來進行的。然而，根據白井在2019年的採訪中所說，技能的選擇易用性因作品而異，因此基於觀眾是否能夠接受來確定選擇標準。例如，在《性感指令外傳 好厲害啊！！阿勝》中，主角花中島勝的絕招「エリーゼのゆううつ」，原作中描述了他拉下褲子拉鏈然後出拳的情節。然而，由於在遊戲中直接再現前半部分會涉及道德問題，因此，鷹見在2019年的採訪中提到，他們對此進行了某種修改和創意處理。
集英社在監修方面制定了絕對的條件，即「絕對不能損害原作或角色的吸引力」，並對這兩家公司施加了這一要求，即使在必要的情況下，也絕對不會允許角色採取特定的言行舉止。《V Jump》和《最強Jump》編輯部副編輯長內田太樹在2023年接受「4Gamer.net」的採訪中表示，儘管存在整理角色稱呼等方面的設定表，但要避免這種情況還要取決於作家和責任編輯的感性。

### 系統構築
在每週年紀念的時刻，都會添加一些新元素，以強調《週刊少年Jump》的特點。例如，在二周年時，為了配合和同伴的共鬥而推出了「共鬥角色」，而在四週年時，為了象徵主人公的成長和能力強化的「變身」，引入了為一個角色添加了兩種不同的必殺技的「形態轉變」。

## 外部連結
- 官方网站
- 英雄氣泡的X（前Twitter）
- WonderPlanet （页面存档备份，存于）